# Fadila Laanan
Fadila Laanan (Schaarbeek, 29 juli 1967) is een Belgisch politica voor de PS.

## Levensloop
Laanan werd geboren in een Marokkaanse familie afkomstig uit Beni Sidel. Haar familie emigreerde in de jaren 40 naar Algerije en vestigde zich - midden de jaren 60 - in België. Ze werd in 1992 licentiaat in de rechten en in 1993 licentiaat in het publiek en het administratief recht, aan de ULB. Ze is gehuwd met Guy Vanhaelen en heeft twee kinderen uit dat huwelijk.
Nadat ze zich in 1993 had aangesloten bij de PS, werkte Laanan van 1993 tot 1995 als juridisch adviseur op het kabinet van Eric Tomas, toenmalig minister van Cultuur, Begroting en Sport voor de Franse Gemeenschap, en van 1995 tot 1997 in dezelfde hoedanigheid op het kabinet van Charles Picqué, toenmalig Frans Gemeenschapsminister van Cultuur en Voortgezet Onderwijs. Vervolgens stapte Laanan over de ambtenarij; van 1997 tot 2001 was ze adviseur bij de CSA, de regulator voor audiovisuele media in de Franse Gemeenschap, en van 2001 tot 2004 departementshoofd bij de Gewestelijke Ontwikkelingsmaatschappij voor het Brussels Hoofdstedelijk Gewest.
Laanan was kandidaat bij de Brusselse gewestverkiezingen van mei 1995 en de Senaatsverkiezingen van mei 2003, maar werd beide keren niet verkozen. In juni 2004 werd ze voor het eerst verkozen in het Brussels Hoofdstedelijk Parlement. Korte tijd later diende ze zich echter te laten vervangen vanwege haar benoeming tot minister in de Franse Gemeenschapsregering. Ze bleef tien jaar minister. in drie opeenvolgende Franse Gemeenschapsregeringen, met name de Regering-Arena, de Regering-Demotte I en de Regering-Demotte II. Van juli 2004 tot juli 2009 was ze minister van Cultuur en de Audiovisuele Sector en tot juli 2007 was ze tevens bevoegd voor Jeugd. Nadien was ze van juli 2009 tot juli 2014 minister van Cultuur, de Audiovisuele Sector, Gezondheid en Gelijke Kansen. Ook na de verkiezingen van juni 2009 en die van mei 2014 diende Laanan zich te laten vervangen in het Brussels Parlement. Ze was eveneens kandidaat bij de Europese verkiezingen van juni 2009, waarbij ze 52.782 voorkeurstemmen behaalde, maar ze raakte niet verkozen.
Van juli 2014 tot juli 2019 was Laanan staatssecretaris in de Brusselse Hoofdstedelijke regering, de regering-Vervoort II, alwaar ze bevoegd was voor Vuilnisophaling en -verwerking, Wetenschappelijk Onderzoek, Gemeentelijke sportinfrastructuur en Openbaar Ambt. Tezelfdertijd was ze voorzitter van de Franse Gemeenschapscommissie. Na de Brusselse gewestverkiezingen van mei 2019 kreeg Laanan in juli dat jaar geen ministeriële functies meer toegewezen. Sindsdien zetelt ze in het Brussels Hoofdstedelijk Parlement, waar ze lid werd van de commissie Territoriale Ontwikkeling (2019-2024), Binnenlandse Zaken (2020-2024) en Economische Zaken en Tewerkstelling (2024-heden). Sinds september 2021 zetelt ze eveneens in het Parlement van de Franse Gemeenschap, waar ze van 2021 tot 2024 vicevoorzitter was van de commissie Kind, Gezondheid, Cultuur, Media en Vrouwenrechten en sinds 2024 zitting heeft in de commissie Cultuur, Permanente Vorming, Internationale Betrekkingen en Algemene Zaken.
Op lokaal politiek niveau werd ze in oktober 2000 verkozen tot gemeenteraadslid van Anderlecht, waar ze fractievoorzitter werd voor haar partij. Uit onvrede met de lijstduwersplaats die haar werd toegewezen, was ze geen kandidaat meer bij de gemeenteraadsverkiezingen van oktober 2018. In oktober 2024 was Laanan wel weer kandidaat in Anderlecht en werd ze opnieuw verkozen in de Anderlechtse gemeenteraad.
Sinds maart 2025 is Laanan tevens ondervoorzitter van de raad van bestuur van het intercommunale waterleidingsbedrijf Vivaqua.